# Ришард Чарнецький
Ри́шард Генрик Чарне́цький (пол. Ryszard Henryk Czarnecki; нар. 25 січня 1963, Лондон, Велика Британія) — польський політик, історик, журналіст, спортивний функціонер. Заступник міністра культури (1993), голова Комітету європейської інтеграції (1997–1998). Депутат Сейму Республіки Польща I і III скликань. Депутат Європейського парламенту з 2004.

## Життєпис
Магістр історії (1986).
Архівіст Архіву нових актів (Варшава, 1986); Архіву «Солідарності» (1987). 1987 року отримав стипендію в Італії. Журналіст «The Polish Daily», (Лондон, 1988–1990), співпрацював з часописами «Контакт» (Париж) і «Польща» (Лондон). Секретар редакції місячника «Голос» (пол. Głos, 1990–1991), заступник головного редактора часопису «Новини дня» (Wiadomości Dnia, 1991), головний редактор газети «Нижньосілезький щоденник» (Dziennik Dolnośląski, 1991). Шеф-редактор телеканалу «Polsat» (1993–1997).
Депутат Сейму Республіки Польща I і III скликань (1991—1993 і 1997–2001). Керівник польсько-італійської парламентської групи (1991–1993). Голова комісії Сейму зі зв'язків з поляками закордоном (1999–2001). Заступник голови комісії Європейського права (2000–2001).
Президент Християнсько-народного об'єднання (1994–1996).
Радник мера Вроцлава (2001–2002). У 2001–2004 роках працював викладачем.
Спортивний функціонер:
- 1999—2001 — президент спідвейного клубу «Атлас» (Вроцлав)
- 2002 — член спостережної ради футбольного клубу «Сльонск» (Вроцлав)
- 2001—2005 — віце-президент спідвейного клубу «Атлас» (Вроцлав)
- 2005 — заступник голови Закордонного відділу Польського футбольного союзу

Член Національної ради партії «Право і справедливість» (з 2008).
Обраний до Європейського парламенту влітку 2004 року. У 2006—2009 — член правої фракції «Союз за Європу націй». 2009 року переобраний до Європарламенту за списком «Права і справедливості». Член консервативної фракції «Європейські консерватори та реформісти».
Володіє англійською, німецькою та російською мовами.
Одружений з Емілією, донькою Мирослава Гермашевського, першого польського космонавта. Має трьох синів: Пшемислава, Бартоша та Станіслава.

## Нагороди
- 2013 — Президентський орден Сяйво — Грузія[2]
- 2014 — Хрест свободи та солідарності — Польща[3]
- 2015 — Орден «За заслуги», ІІІ ст. — Україна[4]

## Книги
Автор чотирьох книг:
- «Роки незавершеної боротьби. Польща і поляки в 1939-45 роках» (Polska i Polacy w latach 1939-45, Лондон, 1989)
- «Дорога до Польщі» — збірка фейлетонів 1986-1989 років (Droga do Polski, Лондон, 1990)
- «Погляд з Вроцлава» — збірка фейлетонів 1998-2000 років (Widziane z Wrocławia, Вроцлав, 2001)
- «У шкурі репортера» — збірка 34 репортажів із 38 країн світу (W skórze reportera, Варшава, 2011)

Співавтор праці «Нові програми допомоги Європейського Союзу для малих і середніх підприємств» (Nowe programy pomocowe Unii Europejskiej dla małych i średnich przedsiębiorstw, Вроцлав, 2003).